# Хурд
«Хурд» (монг. хурд — скорость) — монгольская хэви-метал-группа, созданная в Улан-Баторе в 1987 году под названием Скорость. Хурд считается первой группой, внедрившей жанр хэви-метала в монгольскую музыку. Наряду с группами Чингис Хаан, Харанга и Niciton, участники группы являются «ветеранами» монгольской поп-рок-сцены, внёсшими значительный вклад в её разнообразие и поощрившими появление многих новых рок-групп.
Хурд выпустили восемь студийных альбомов, один концертный альбом, один сборник, два видеоальбома и один бокс-сет. Группа получила многочисленные награды Pentatonic Awards (монгольский эквивалент премии «Грэмми») и Golden Microphone Awards. Гитарист Дамбын Отгонбаяр является членом Pentatonic Academy, а барабанщик Дамбын Ганбаяр входит в управление Монгольской ассоциации барабанщиков.
В ноябре 2009 года вокалист Дамбын Тумурцог и басист Намсрайджавын Наранбаатар получили статус заслуженных артистов Монголии и были награждены орденами Полярной Звезды.

## История

### Ранние годы (1987—1995)
В 1987 году барабанщик Дамбын Ганбаяр основал свою первую рок-группу вместе со своими коллегами из вагонного депо Улан-Батора. Начальник депо дал коллективу русское название «Скорость», однако впоследствии оно было изменено Ганбаяром на его монгольский аналог Хурд.
Уже в 1989 году Хурд заняли второе место на первом монгольском фестивале поп-и рок-музыки. Однако несмотря на успехи, участники не очень ладили между собой, и первый состав группы просуществовал недолго. В 1991 году после окончания средней школы к Хурд присоединился будущий ведущий гитарист группы Дамбын Отгонбаяр, в следующем году за ним последовал басист Намсрайджавын Наранбаатар, а с приходом вокалиста Дамбына Тумурцога в 1993 году формирование состава было завершено.
Ритм-гитарист Т. Наранбаатар присоединился к Хурд в период между 1993 и 1995 годами.

### Первые альбомы: «Best Collection I», «Best Collection II», «Unplugged» (1995—1999)
Первый крупный концерт группы под названием «Хар Салхи» («Чёрный ветер») состоялся в марте 1995 года. По этой причине 1995 год считается официальной датой основания Хурд, хотя фактически они были активными ещё с 1987 года.
Хурд стали довольно известными среди слушателей; особую популярность среди них завоевала песня «Цэргийн бодол» («Мысли солдата»). С 1996 по 1997 год, участвуя в туре «Харанхуй» («Темнота»), группа выпустила первые два альбома: «The Best Collection I» и «The Best Collection II». Кроме того, в 1997 году группа отправилась в свой первый тур за пределами Монголии, дав несколько концертов в Китае и Внутренней Монголии.
До 1997 года обязанности барабанщика исполнял Ганбаяр, пока к группе не присоединился Д. Отгонбаатар. С этого момента Ганбаяр больше сосредоточился на управлении группой и игре на вторичных инструментах.
В мае 1998 года Хурд провели ещё один тур, в котором дали серию акустических концертов, позже выпущенных на CD под названием Unplugged. Для этого события Хурд отобрали свои лучшие песни, исполнив их в сопровождении струнного ансамбля, саксофониста, морин-хуур-музыканта и пианиста.

### «Өдөр шөнө», «Мянган жилд ганц», «Best Collection III» (1999—2003)
С 1999 по 2007 год группа находилась под покровительством монгольской горнодобывающей компании «Эрэл» и её владельца Б. Эрдэнэбат. Основатель партии «Эх орон нам» предоставил группе новое оборудование и место для репетиций в обмен на их электоральную поддержку и участие в партийных кампаниях. Для выпуска своего альбома 1999 года «Өдөр шөнө» группа использовала новое имя — «Эрэл-Хурд».
В 2001 году группа выпустила свой третий студийный альбом — The Best Collection III . Он содержал сингл «Эх Орон», выпущенный в 1999 году, некоторые неизданные материалы из The Best Collection I и II, а также новый трек «Шинэ Жил», который позже был включён в их следующий альбом Мянган жилд ганц.

### «Монголд төрсөн», «Зүйрлэх аргагүй», «Талархалын концерт», «Unplugged II» (2003—2009)
В 2004 году Хурд выпустили альбом патриотических песен «Монголд төрсөн», посвящённых всему монгольскому народу. В это же время участники группы экспериментировали с индастриал-металом и записали 16 песен в этом жанре, позже выпустив в составе альбома Зүйрлэх аргагүй в 2005 году. В день праздника Надам Хурд давали концерт на площади Сухэ-Батора, позже выпущенный в формате музыкального видео под названием «Талархалын концерт» в 2009 году.
В 2006 году была выпущена вторая часть альбома Unplugged.
В июле 2007 года, когда Хурд вернулись из 4-месячного турне по Соединённым Штатам, менеджеры Эрэл прекратили дальнейшее сотрудничество с группой. Причины, побудившие руководство компании к таким действиям, до сих пор остаются невыясненными.
В конце 2008 года Т. Наранбаатар покинул группу.

### «Хайрын Салхи», «Black Box» (2009—2014)
В 2010 году Хурд объявили о выпуске альбома «Хайрын Салхи», содержавшем 12 песен на тему любви.
В 2013 году был выпущен бокс-сет «Black Box» — ограниченное издание, посвященное 20-летию группы, в который вошли все их студийные альбомы, «Unplugged», CD-версия «Acoustic Unplugged-II kontsert» и два бонусных компакт-диска.

### «Нарлаг диваажин» (2014—настоящее время)
Новый альбом Хурд «Нарлаг диваажин» был записан в 2014 году и выпущен через два года.
В 2018 году исполнилось 25 лет со дня основания Хурд.

## Стиль и тематика песен
Ранние песни Хурд исполнялись в жанре классического хеви-метала, с заметным влиянием таких групп как Metallica, Iron Maiden, W.A.S.P., Judas Priest и Guns N' Roses. По мере развития группа стала изучать и другие жанры рок-музыки. Уже для альбома «Мянган жилд ганц» был записан материал в жанре ню-метала, в «Монголд төрсөн» ощущалось заметное влияние рок-н-ролла и хард-рока, а «Зүйрлэх аргагүй» — чередование хеви- и индастриал-метала.
Некоторые песни Хурд напоминают традиционную монгольскую музыку с использованием пентатонических гамм, а также некоторых традиционных инструментов, в первую очередь моринхура. Также характерен и жанр баллад, преимущественно вращающихся вокруг тем любви, уважения к родителям или национальной гордости. Нацеленность участников группы на традиции и национальную гордость делает их особенно популярными в сельских районах Монголии, а также среди трудящихся-мигрантов из Монголии за рубежом, например, в Южной Корее. Не меньшую популярность группа имеет и во Внутренней Монголии, где показатели продаж кассет и компакт-дисков с их песнями выше, чем на родине. Тем не менее, когда Хурд впервые попытались выйти на китайский рынок, они столкнулись с рядом проблем: так, сначала чиновники попросили участников перевести тексты песен с монгольского на китайский, а затем запретили некоторые из них.

## Участники

### Текущий состав
- Дамбын Ганбаяр — ударные, клавишные, ритм-гитара (с 2009 года);
- Дамбын Тумурцог — вокал;
- Дамбын Отгонбаяр — соло-гитара, вокал;
- Дамбын Отгонбаатар — ударные, перкуссия;
- Намсрайджавын Наранбаатар — бас-гитара, вокал.

### Бывшие участники
- Т. Наранбаатар — ритм-гитара (до 2008 года).

## Дискография
- 1. The Best Collection 1 (1997)
- 2. The Best Collection 2 (1997)
- 3. Unplugged (1998)
- 4. Өдөр шөнө (1999)
- Эх орон (1999)
- Баянгол (1999)
- 5. Мянган жилд ганц (2001)
- 6. The Best Collection III (2001)
- 7. Монголд төрсөн (2004)
- 8. Зүйрлэх аргагүй (2005)
- 9. Хайрын салхи (2009)
- Black Box (2013)
- Алтан Пянз (2013)
- 10. Нарлаг диваажин (2016)